# Inflaton
L'inflaton, également appelé « faux vide » ou « champ scalaire primordial », est la forme d'une matière hypothétique responsable de l'inflation cosmique,,, cette époque où l'Univers a grandi de façon colossale. Du point de vue de la physique des particules, il s'agit d'un hypothétique champ scalaire, à l'instar du champ de Higgs électrofaible, mais qui est doté d'une dynamique très différente. 

## Étymologie
Le terme « inflaton » suit le style de dénomination typique d'autres particules quantiques (comme le photon, le gluon, le boson et le fermion), et dérive du mot inflation. Le terme apparaît pour la première fois dans un article de 1983.

## Caractéristiques de l'inflaton

### Pression
Lors de la phase d'inflation, la pression de l'inflaton devient négative et reste pendant toute cette période presque constante au cours du temps, tout comme sa densité d'énergie, qui prend elle aussi une valeur constante mais opposée. Ainsi, l'inflaton se comporte-t-il de façon semblable à une constante cosmologique. Il est ainsi à l'origine d'une phase d'expansion accélérée qui permet à une petite région homogène de l'univers de prendre des dimensions considérables (immensément plus grande que l'univers observable aujourd'hui), tout en restant homogène. C'est la façon dont la théorie de l'inflation résout le problème de l'horizon.

### Densité
La densité d'énergie de l'inflaton serait considérable : près de 10110 fois supérieure à la densité actuelle de l'univers. Lors de la fin de la phase d'inflation, la pression du champ scalaire décroît, pour atteindre une valeur quasi nulle. À ce moment-là, ce champ entre dans une nouvelle phase dynamique très différente, où il cède son énergie à d'autres formes de matière (on dit parfois qu'il se désintègre en particules élémentaires). Cette phase extrêmement complexe est appelée préchauffage, et marque la fin de la phase d'expansion accélérée de l'univers.
La densité d'énergie de l'inflaton devait présenter de petites fluctuations spatiales d'origine quantique. Ces fluctuations résistent à la phase de préchauffage et sont transférées à la matière ordinaire qui se forme à la suite de cette phase. Elles sont ainsi à l'origine de la formation des grandes structures (galaxies, amas de galaxies, etc.) que l'on observe aujourd'hui. Dans certains modèles d'inflation, les fluctuations de l'inflaton sont négligeables, mais un autre champ scalaire, le curvaton présente des fluctuations importantes, qui sont elles aussi transférées à la matière ordinaire.

### Nature du champ
La nature du champ d'inflaton n'est pas connue actuellement. Un des obstacles pour déduire ses propriétés est l'incapacité des théories quantiques  des champs à prédire correctement l'énergie du vide, en fonction du contenu des particules d'une théorie choisie. Atkins (2012) a suggéré qu'il est même possible qu'aucun nouveau champ ne soit nécessaire et qu'une version modifiée du domaine de Higgs pourrait agir comme un inflaton,.